# AG (榊いずみのアルバム)
『AG』（エージー）は、榊いずみ初セルフカバー・アルバム。2013年7月27日にFamily Tree Recordsから発売。規格品番はFTR-CD002。

## 解説
- 橘いずみ時代を含め、初のセルフカバー・アルバム。
- アルバムタイトル「AG」はアコースティック・ギター[2][3]。
- レコーディングは山梨県北杜市小淵沢の「八ヶ岳星と虹レコーディングスタジオ」に於いて6月中旬から4泊5日で行われた。
- アルバム発売は7月27日。録音から発売まで僅か1かカ月半という異例の速さ。
- 4曲目「蜘蛛の糸」は新曲。夫・榊英雄が監督の映画『捨てがたき人々』の主題歌であるが、映画使用テイクとは別バージョンとなる。

## 収録曲
| #         | タイトル             | 作詞  | 作曲・編曲 | 時間 |
| --------- | -------------------- | ----- | ---------- | ---- |
| 1.        | 「失格」             |       |            | 4:56 |
| 2.        | 「バニラ」           |       |            | 3:57 |
| 3.        | 「太陽」             |       |            | 6:32 |
| 4.        | 「 蜘蛛の糸」        |       |            | 5:30 |
| 5.        | 「アマリリス」       |       |            | 5:56 |
| 6.        | 「上海バンドネオン」 |       |            | 5:41 |
| 7.        | 「サルの歌」         |       |            | 4:58 |
| 合計時間: | 合計時間:            | 37:30 |            |      |

## ミュージシャン
- 榊いずみ - ボーカル、ギター、ブルース・ハープ
- 佐藤亙 - ギター、マンドリン、シンセサイザー、鍵盤ハーモニカ
- コジマカオル - ドラム